# Червоная Заря (Золочевский район)
Черво́ная Заря́, до ВОВ Кра́сная Заря (укр. Червона Зоря) — село, Удянский сельский совет, Золочевский район, Харьковская область, Украина.
Код КОАТУУ — 6322686004. Население по переписи 2001 года составляет 18 (8/10 м/ж) человек.

## Географическое положение
Село Червоная Заря находится на левом берегу реки Уды, выше по течению на расстоянии в 2 км расположено село Щетиновка, ниже по течению на расстоянии в 2 км расположено село Уды, на противоположном берегу — село Окоп.
На расстоянии в 1 км проходит граница Украины с Россией.

## История
- 1923 — дата основания.
- В 1940 году, перед ВОВ, в Красной Заре были 44 двора и ветряная мельница.[1]